# Джинджифилоцветни
Джинджифилоцветни, още зингибероцветни (Zingiberales), са разред покритосеменни растения от групата на комелинидите.

## Семейства
- Cannaceae
- Costaceae
- Heliconiaceae
- Lowiaceae
- Marantaceae
- Musaceae – Бананови
- Strelitziaceae
- Zingiberaceae – Джинджифилови